# Cornelio Sabino
Cornelio Sabino (en latín, Cornelius Sabinus; m. Roma, 41) fue un militar romano, tribuno de guardia pretoriana y, junto con Casio Querea, el principal protagonista de la conspiración para asesinar al emperador Calígula que culminó en su muerte el 24 de enero de 41. Sabino le asestó en el pecho una de las puñaladas fatales.
Tras el ascenso al trono de Claudio y la ejecución de Querea, Sabino decidió suicidarse, para no sobrevivir a su compañero tiranicida.